# Nené (Fußballspieler, 1942)
Claudio Olinto de Carvalho, genannt Nené (* 1. Februar 1942 in Santos, Brasilien; † 3. September 2016 in Capoterra, Italien) war ein brasilianischer Fußballspieler, der jedoch den Großteil seiner aktiven Laufbahn in Italien verbrachte und in der Saison 1969/70 mit der US Cagliari italienischer Fußballmeister wurde.

## Spielerkarriere
Claudio Olinto de Carvalho wurde am 1. Februar 1942 in Santos geboren. Seit der Jugend spielte er beim dort ansässigen brasilianischen Topklub FC Santos Fußball, wo ihm im Jahre 1960 die Aufnahme in die erste Mannschaft zuteilwurde. Mit Spielern wie Pelé, Gilmar oder Zito stellte der FC Santos zur damaligen Zeit eine der besten Vereinsmannschaften der Welt, was sich an der Liste von Titelgewinnen des Vereins in den frühen 1960er-Jahren ablesen lässt. Claudio Olinto de Carvalho, der besser bekannt war unter seinem Rufnamen Nené, spielte von 1960 bis 1963 für den FC Santos und war an vielen Titeln beteiligt, wenn auch meist in der Rolle des Reservespielers. Auf nationaler Ebene gewann man die Taça Brasil dreimal (1961, 1962, 1963), die Staatsmeisterschaft von São Paulo einmal (1962) und das Torneio Rio-São Paulo ebenfalls einmal (1963). Durch einen Finalsieg über Peñarol Montevideo aus Uruguay gewann der FC Santos in der Saison 1962 die Copa Libertadores, Südamerikas wichtigsten Fußballwettbewerb für Vereinsmannschaften. Durch diesen Erfolg war man berechtigt, an den Spielen um den Weltpokal teilzunehmen. Mit 8:4 nach Hin- und Rückspiel setzte sich das Santos de Pelé gegen den portugiesischen Sieger im Europapokal der Landesmeister 1961/62, Benfica Lissabon, durch und errang den Weltpokal. Im Jahr darauf konnte man die beiden internationalen Erfolge wiederholen. Im Endspiel der Copa Libertadores 1963 besiegte man die Boca Juniors aus Argentinien mit 5:3 nach Hin- und Rückspiel und konnte zum zweiten Mal in Serie die Copa Libertadores gewinnen. Wenig später gelang gegen den AC Mailand auch die Titelverteidigung im Weltpokal, die diesmal jedoch erst durch ein 1:0 im nötig gewordenen Entscheidungsspiel erreicht wurde, nachdem beide Finalspiele jeweils mit 4:2 für die Heimmannschaft geendet waren. Nené selbst jedoch kam in keinem der vier internationalen Finals des FC Santos zum Einsatz. Insgesamt absolvierte er im Ligabetrieb 54 Spiele für Santos, in denen ihm 24 Torerfolge gelangen.
Im Sommer 1963 wagte Nené den Sprung nach Europa und schloss sich Juventus Turin in der italienischen Serie A an. Für Juventus machte der Brasilianer unter Trainer Paulo Amaral im Rahmen der Serie A 1963/64 insgesamt 28 Spiele, in denen ihm elf Treffer gelangen. Am Ende der Spielzeit reichte es jedoch nur zu Platz fünf in der Liga.
Nach Saisonende 1963/64 wechselte Nené zum Erstligaaufsteiger US Cagliari, wo er in der Folge fast die komplette Zeit seiner restlichen Karriere verbringen sollte. Die US Cagliari war damals in einer Phase des sportlichen Aufschwungs, gleich in der ersten Saison in der Serie A gelang mit Platz sieben souverän der Klassenerhalt. In den folgenden Jahren konnte sich die US Cagliari immer mehr an die oberen Tabellenregionen der Serie A annähern, die Serie A 1968/69 beendete man sogar als Vizemeister, nur vier Punkte hinter dem AC Florenz. Im Jahr darauf gelang der Mannschaft von Trainer Manlio Scopigno dann aber der ganz große Wurf. In der Serie A belegte das Team um Spieler wie Angreifer Luigi Riva, Mittelfeldakteur Angelo Domenghini und Torhüter Enrico Albertosi nach dem Ende aller Spieltage den ersten Platz mit einem Vorsprung von vier Punkten auf den ersten Verfolger Inter Mailand. Dies bedeutete zum ersten und bis heute einzigen Mal in der Vereinsgeschichte des seit 1970 in Cagliari Calcio umbenannten Verein den Gewinn der italienischen Fußballmeisterschaft. Nach dem Titelgewinn von 1970 ging es jedoch wieder langsam bergab für den Verein aus Sardinien. 1976 folgte nur sechs Jahre nach dem Gewinn der Meisterschaft der Gang zurück in die Zweitklassigkeit, nachdem man in der Serie A 1975/76 nur neunzehn Zähler holen konnte. Nach dem Abstieg beendete Claudio Olinto de Carvalho seine fußballerische Laufbahn im Alter von 34 Jahren. Zuvor hatte er zwölf Jahre lang für Cagliari Calcio Fußball gespielt, die einzig unterbrochen wurden von einem kurzen Intermezzo bei den Chicago Mustangs im Jahre 1967. Während dieser zwölf Jahre kam der Angreifer in 311 Ligaspielen zum Einsatz, in denen ihm 23 Torerfolge gelangen. Er ist Mitglied der Hall of Fame von Cagliari Calcio und ist zudem der Spieler mit den sechstmeisten Ligaspielen überhaupt für den Verein.

## Trainerkarriere
Nach dem Ende seiner aktiven Laufbahn als Fußballspieler wurde Nené Trainer und blieb dabei in seiner italienischen Wahlheimat. Als Trainer arbeitete er vor allem im Jugend- und Reservebereich. In diesen Funktionen war Nené von 1978 bis 1981 beim AC Florenz, von 1984 bis 1988 bei Cagliari Calcio und von 1988 bis 1992 bei Juventus Turin angestellt.
Weiterhin konnte er zwei Amtszeiten als Trainer von ersten Männermannschaften verbuchen. In der Saison 1982/83 trainierte Nené den Drittligisten Paganese Calcio, mit dem er jedoch in die Serie C2 abstieg, was das Ende der Zusammenarbeit von Trainer und Verein bedeutete. Auch das Engagement beim kleinen sardischen Verein Sant’Elena Quartu war nicht von sonderlichem Erfolg gekrönt und endete ebenfalls nach einer Saison wieder.

## Erfolge
Santos
- Weltpokal 2×: 1962 und 1963
- Copa Libertadores 2×: 1962 und 1963
- Taça Brasil 3×: 1961, 1962, 1963
- Staatsmeisterschaft von São Paulo 1×: 1962
- Torneio Rio-São Paulo 1×: 1963

US Cagliari
- Italienische Meisterschaft 1×: 1969/70